# 大きな愛でもてなして
「大きな愛でもてなして」（おおきなあいでもてなして）は、℃-uteの3枚目のインディーズシングル。

## 概要
テレビ東京系アニメ『きらりん☆レボリューション』の第2期エンディングテーマ。
2007年12月5日に発売されたコンピレーションアルバム「つんく♂ベスト作品集(下)「シャ乱Q〜モーニング娘。」〜つんく♂芸能生活15周年記念アルバム〜」に収録されており、付属のブックレットにはこの曲のパート割りが記載されている。
センターは鈴木愛理、メインボーカルは矢島舞美、村上愛である。

## 収録曲
1. 大きな愛でもてなして
作詞・作曲：つんく　編曲：高橋諭一
2. 大きな愛でもてなして (Instrumental)

## 参加ミュージシャン
大きな愛でもてなして
- プログラミング&ギター：高橋諭一
- コーラス：つんく・CHINO